# Apskritys i Litauen
'Apskritys' (litauisk: apskritis (ental), apskritys (flertal)') var den øverste forvaltningsenhed i Litauen. Litauen var opdelt i 10 apskritys, der er alle var opkaldt efter hovedbyen. Apskritys var opdelt i i alt 60 kommuner (litauisk: savivaldybė  (ental), savivaldybės (flertal) ): 9 bykommuner, 43 distriktskommuner og 8 kommuner. Hver savivaldybė er inddelt i bydele (litauisk: seniūnija (ental), seniūnijos (flertal) ). Opdeling blev vedtaget i 1994 og rettet til i 2000 med blandt andet oprettelse af 8 kommuner.
Apskritys administreredes af en guvernører (litauisk: apskrities viršininkas), der var udpeget af Litauens regering. Deres primære opgave var at sikre at kommunerne overholdt lovene og Litauens forfatning. Apskritys havde ikke stor indflydelse og det diskuteredes at 10 apskritys var for mange i Litauen. De mindste apskritys dækkede kun fire kommuner. Der var forslag om at erstatte apskritys med fire eller fem "landsdele", en ny administrativ enhed, som skulle baseres på de fem historiske landsdele i Litauen med hovedsæde i de fem største byer, med over 100.000 indbyggere. Ideen støttedes af den tidligere præsident Rolandas Paksas.
Apskritys blev endeligt afskaffet som administrativ enhed under statsforvaltningen pr. 1. juli 2010.

## Liste
| #  | Apskritis             | Hovedsæde   | Areal i km² (pos.) | Folketal i 2001 (folketælling) | Folketal i 2010 (pos.) | Befolkningstæthed per km² (pos.) | Kommuner |
| -- | --------------------- | ----------- | ------------------ | ------------------------------ | ---------------------- | -------------------------------- | --- |
| 1  | Alytus apskritis      | Alytus      | 5.425 (6)          | 187.769                        | 173.421 (7)            | 32,0 (8)                         | - Alytus bykommune - Alytus distriktskommune - Druskininkai kommune - Lazdijai distriktskommune - Varėna distriktskommune                                                                                          |
| 2  | Kaunas apskritis      | Kaunas      | 8.089 (3)          | 701.529                        | 666.318 (2)            | 82.4 (2)                         | - Birštonas kommune - Jonava distriktskommune - Kaišiadorys distriktskommune - Kaunas bykommune - Kaunas distriktskommune - Kėdainiai distriktskommune - Prienai distriktskommune - Raseiniai distriktskommune     |
| 3  | Klaipėda apskritis    | Klaipėda    | 5.209 (7)          | 385.768                        | 376.502 (3)            | 72,3 (3)                         | - Klaipėda bykommune - Klaipėda distriktskommune - Kretinga distriktskommune - Neringa kommune - Palanga bykommune - Skuodas distriktskommune - Šilutė distriktskommune                                            |
| 4  | Marijampolė apskritis | Marijampolė | 4.463 (8)          | 188.634                        | 178.375 (6)            | 40,0 (5)                         | - Kalvarija kommune - Kazlų Rūda kommune - Marijampolė kommune - Šakiai distriktskommune - Vilkaviškis distriktskommune                                                                                            |
| 5  | Panevėžys apskritis   | Panevėžys   | 7.881 (4)          | 299.990                        | 278.414 (5)            | 35,3 (7)                         | - Biržai distriktskommune - Kupiškis distriktskommune - Panevėžys bykommune - Panevėžys distriktskommune - Pasvalys distriktskommune - Rokiškis distriktskommune                                                   |
| 6  | Šiauliai apskritis    | Šiauliai    | 8.540 (2)          | 370.096                        | 341.692 (4)            | 40,0 (4)                         | - Akmenė distriktskommune - Joniškis distriktskommune - Kelmė distriktskommune - Pakruojis distriktskommune - Radviliškis distriktskommune - Šiauliai bykommune - Šiauliai distriktskommune                        |
| 7  | Tauragė apskritis     | Tauragė     | 4.411 (9)          | 134.275                        | 124.768 (10)           | 28,3 (9)                         | - Jurbarkas distriktskommune - Pagėgiai kommune - Šilalė distriktskommune - Tauragė distriktskommune |
| 8  | Telšiai apskritis     | Telšiai     | 4.350 (10)         | 179.885                        | 171.126 (8)            | 39,3 (6)                         | - Mažeikiai distriktskommune - Plungė distriktskommune - Rietavas kommune - Telšiai distriktskommune |
| 9  | Utena apskritis       | Utena       | 7.201 (5)          | 185.962                        | 168.069 (9)            | 23,3 (10)                        | - Anykščiai distriktskommune - Ignalina distriktskommune - Molėtai distriktskommune - Utena distriktskommune - Visaginas bykommune - Zarasai distriktskommune                                                      |
| 10 | Vilnius apskritis     | Vilnius     | 9.729 (1)          | 850.064                        | 850.321 (1)            | 87,4 (1)                         | - Elektrėnai kommune - Šalčininkai distriktskommune - Širvintos distriktskommune - Švenčionys distriktskommune - Trakai distriktskommune - Ukmergė distriktskommune - Vilnius bykommune - Vilnius distriktskommune |

Apskritys er placeret i NUTS 3 i de regionale statistikker i Den Europæiske Union, tilsvarende danske landsdele.